# ミライト・ソリューションズ
ミライト・ソリューションズは主として情報通信設備の工事を請け負う通信建設会社である。2021年7月、社名を國興システムズから現社名に変更した。
株式会社ミライト・ワン（旧・ミライト）の連結（完全）子会社。

## 事業所
- 本社 東京都新宿区払方町（登記上の本店を兼ねる）
- 名古屋支店 愛知県名古屋市西区

## 主な事業
- 電気設備の設計・工事施工・メンテナンス
- 情報通信設備の設計・工事施工・メンテナンス
- 伝送無線通信設備の設計・工事施工・メンテナンス

## 沿革
- 1966年 ‐ 國際電設株式会社（現・ウィンテック）が受注する電気通信設備工事において、日本電信電話公社以外の電気通信設備の建設・保守業務を主目的に、國興電業株式会社として分社、設立（資本金2,000万円）。本店を新宿区市ヶ谷船河原町に置く。
- 1972年 - 本社を東京都新宿区四谷に移転。
- 1973年 - 資本金を5,000万円に増資。
- 1985年 ‐ 社名を國興システムズ株式会社に変更。
- 1999年 - 株式会社大明が筆頭株主となる。國際電設とは完全分離。
- 2001年 - 大明の完全子会社となる。
- 2012年 - 親会社の大明が東電通と合併したことに伴い、株式会社ミライトの子会社となる。
- 2021年 - 社名を株式会社ミライト・ソリューションズに変更。本社を現在地に移転。
- 2022年 ‐ 親会社が持株会社へ吸収合併され、株式会社ミライト・ワンとなる。